# Panzerbrigade 1
De Duitse Panzerbrigade 1 was een Duitse Panzerbrigade van de Wehrmacht tijdens de Tweede Wereldoorlog. Deze Panzerbrigade vormde de gepantserde component van een van de oorspronkelijke Panzerdivisies, de 1e Panzerdivisie.

## Krijgsgeschiedenis

### Oprichting
Panzerbrigade 1 werd opgericht op 1 oktober 1935 in Erfurt.
In eerste instantie werd de brigade uitgerust met de Panzerkampfwagen I. Pas later volgden betere modellen, de Panzerkampfwagen II, Panzerkampfwagen III en Panzerkampfwagen IV.

### Inzet
De brigade vocht als integraal deel van de 1e Panzerdivisie in de veldtocht in Polen in september 1939 (Fall Weiss) en in de veldtocht in het Westen in mei (Fall Gelb) en juni 1940 (Fall Rot).

Omdat uit de ervaringen van de Franse veldtocht naar voren kwam dat de Panzerdivisies toch wel wat log waren en topzwaar in tanks, werd de verhouding tanks-infanterie omgedraaid. Omdat nog maar één panzerregiment per divisie nodig was, waren de panzerbrigades als bevelslaag overbodig geworden.

### Einde
Panzerbrigade 1 werd in oktober 1940 uit de 1e Panzerdivisie verwijderd. Delen van de staf werden gebruikt voor het de vorming van de 18e Panzerdivisie.

De brigadestaf werd op 1 november 1942 uiteindelijk opgeheven.

### Slagorde
- Panzerregiment 1
  - 1 september 1939: 2 bataljons, met elk 4 compagnieën (1 staf en 3 lichte)
    - in totaal 54 Panzer I, 62 Panzer II, 28 Panzer III, 28 Panzer IV, 6 PzBefw

  - 10 mei 1940: 2 bataljons, met elk 4 compagnieën (1 staf, 1 medium en 2 lichte)
    - in totaal 26 Panzer I, 49 Panzer II, 28 Panzer III, 20 Panzer IV, 4 PzBefw
- Panzerregiment 2
  - 1 september 1939: 2 bataljons, met elk 4 compagnieën (1 staf, 1 medium en 2 lichte)
    - in totaal 54 Panzer I, 62 Panzer II, 28 Panzer III, 28 Panzer IV, 6 PzBefw

  - 10 mei 1940: 2 bataljons, met elk 4 compagnieën (1 staf, 1 medium en 2 lichte)
    - in totaal 26 Panzer I, 49 Panzer II, 30 Panzer III, 20 Panzer IV, 4 PzBefw

## Commandanten
| Rang                             | Naam             | Begin            | Eind             |
| -------------------------------- | ---------------- | ---------------- | ---------------- |
| Oberst Generalmajor (vanaf 1938) | Ferdinand Schaal | 1 oktober 1935   | 31 augustus 1939 |
|                                  | ??               | 31 augustus 1939 | 1 maart 1940     |
| Oberst                           | Karl Keltsch     | 1 maart 1940     | oktober 1940     |